# FrieslandCampina
FrieslandCampina este o companie neerlandeză care este cel de-al treilea mare producător de lactate la nivel mondial, cu o cifră de afaceri cumulată de 9,1 miliarde de euro la nivelul anului 2007.
Are 22.000 de angajați, 100 unități de producție și operează în 24 de țări.
A fost formată în anul 2008, prin fuziunea companiilor olandeze producătoare de lactate Friesland Foods și Campina. FrieslandCampina este prezentă pe piața românească cu mărcile Napolact, Campina și Dots și oferă o gamă largă de produse: lapte de consum, iaurt, brânză, unt și gustări pe bază de lapte.